# Villa Lindemann
Die Villa Lindemann liegt im Stadtteil Oberlößnitz der sächsischen Stadt Radebeul, in der Wettinstraße 16. Sie wurde 1900/01 durch den Architekten Carl Käfer für den namensgebenden Bauherrn Gustav Lindemann errichtet.

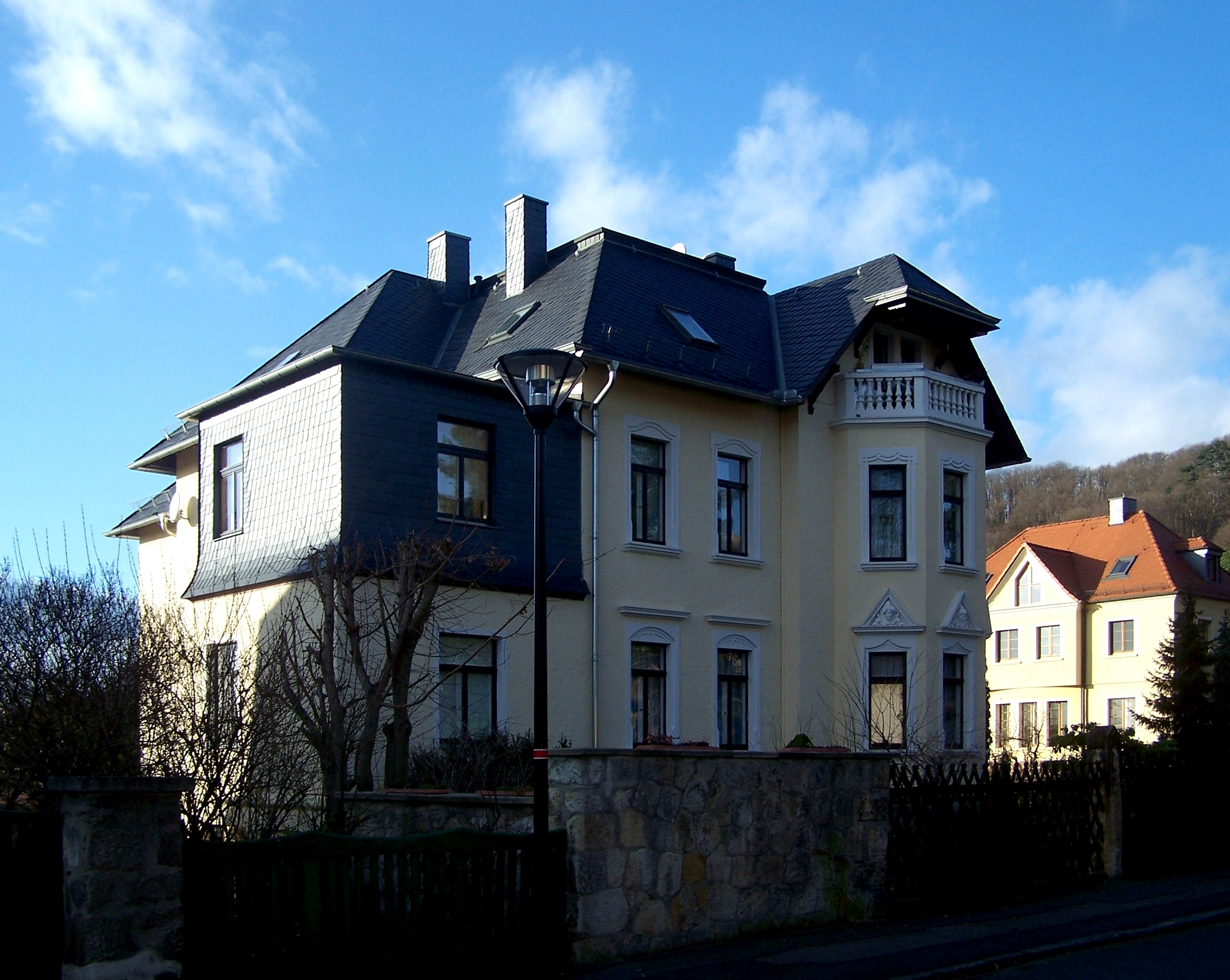
Villa Lindemann

## Beschreibung
Die mitsamt Teilen der Einfriedung unter Denkmalschutz stehende Mietvilla ist ein zweigeschossiger Putzbau mit einem überkragenden Schiefer-Walmdach mit zentraler Plattform.
In der Straßenansicht steht rechts ein Seitenrisalit, aus dem ein zweigeschossiger polygonaler Standerker mit einem balustradengeschützten Austritt aus dem Risalitgiebel hervortritt. Dieser Austritt wird durch ein weit vorgezogenes Krüppelwalmdach überdeckt. In der linken Seitenansicht und auf der Rückseite befinden sich jeweils zweigeschossige Anbauten.
Die Putzgliederung wurde nachträglich vereinfacht. Die Fenster werden von Sandsteingewänden eingefasst; in der Schaufassade zeigen diese profilierte Sohlbänke sowie Stürze mit verschiedenartiger Ausbildung wie z. B. Vorhangmotive. Dazu kommen im Erdgeschoss horizontale Verdachungen, die im Standerker durch Dreiecksfelder mit Figurenschmuck ergänzt werden.

## Geschichte
Der Bauunternehmer Hermann Schmidt errichtete 1900/01 nach einem Entwurf des Architekten Carl Käfer für seinen Auftraggeber Gustav Lindemann diese Mietvilla, die 1912 einen Anbau auf der Rückseite bekam.
Die sich in der linken Seitenansicht befindliche zweigeschossige Veranda aus Holz wurde 1930/32 durch einen massiven Vorbau ersetzt, der im Obergeschoss schieferverkleidet wurde. Die Planung dazu von dem ortsansässigen Architekten Alfred Tischer setzte die Bauunternehmung von Ernst Mehlig um.